# Municipio de Blythe (Pensilvania)
El municipio de Blythe (en inglés: Blythe Township) es un municipio ubicado en el condado de Schuylkill en el estado estadounidense de Pensilvania. En el año 2000 tenía una población de 905 habitantes y una densidad poblacional de 12 personas por km².

## Geografía
El municipio de Blythe se encuentra ubicado en las coordenadas 40°44′00″N 76°07′59″O / 40.73333, -76.13306.

## Demografía
Según la Oficina del Censo en 2000 los ingresos medios por hogar en la localidad eran de $34,044 y los ingresos medios por familia eran $43,672. Los hombres tenían unos ingresos medios de $30,972 frente a los $22,386 para las mujeres. La renta per cápita para la localidad era de $16,348. Alrededor del 10,3% de la población estaban por debajo del umbral de pobreza.